# Kościół św. Michała Archanioła w Uzarzewie
Kościół św. Michała Archanioła w Uzarzewie – rzymskokatolicki kościół parafialny w podpoznańskim Uzarzewie, gminie Swarzędz.

## Historia
Parafia w Uzarzewie powstała prawdopodobnie już w XII wieku z fundacji królewskiej. Pierwotny drewniany kościół został rozebrany w 1749 r. i w tym samym roku Felicjan Niepruszewski, ówczesny właściciel wsi, wybudował nową świątynię o konstrukcji szachulcowej. W 1869 wzniesiono nową wieżę drewnianą. W 1900 roku dobudowano murowaną kaplicę i zakrystię, których fundatorami była rodzina Żychliśkich – ówcześni dziedzice Uzarzewa. W czasie remontu w 2001 odkryto w kościelnej wieży kapsułę czasu z 1868 z przesłaniem do potomnych.

## Architektura
Kościół jest jednonawowy, halowy, o sklepieniu beczkowym. Ołtarz główny jest gotycki, natomiast dwa boczne są barokowe. Na ścianie za ołtarzem znajduje się osiemnastowieczna polichromia w postaci szkarłatnej draperii.  
W kościele znajduje się obraz Matki Boskiej Śnieżnej oraz rzeźba św. Teresy: oba z XVII wieku. Na obrazie widoczna jest postać fundatorki i część napisu fundacyjnego z nazwiskiem Anna Młynarska. Do kościoła przylega zabytkowa kaplica grobowa Żychlińskich z 1901. 
Obok świątyni stoi późnoklasycystyczna plebania z połowy XIX w. 
Wokół kościoła znajduje się stary cmentarz parafialny z zabytkowymi grobowcami Brodowskich (1930), Waligórskich i Frąckowiaków (1935) zaprojektowanymi przez poznańskiego architekta Mariana Andrzejewskiego.  

## Galeria

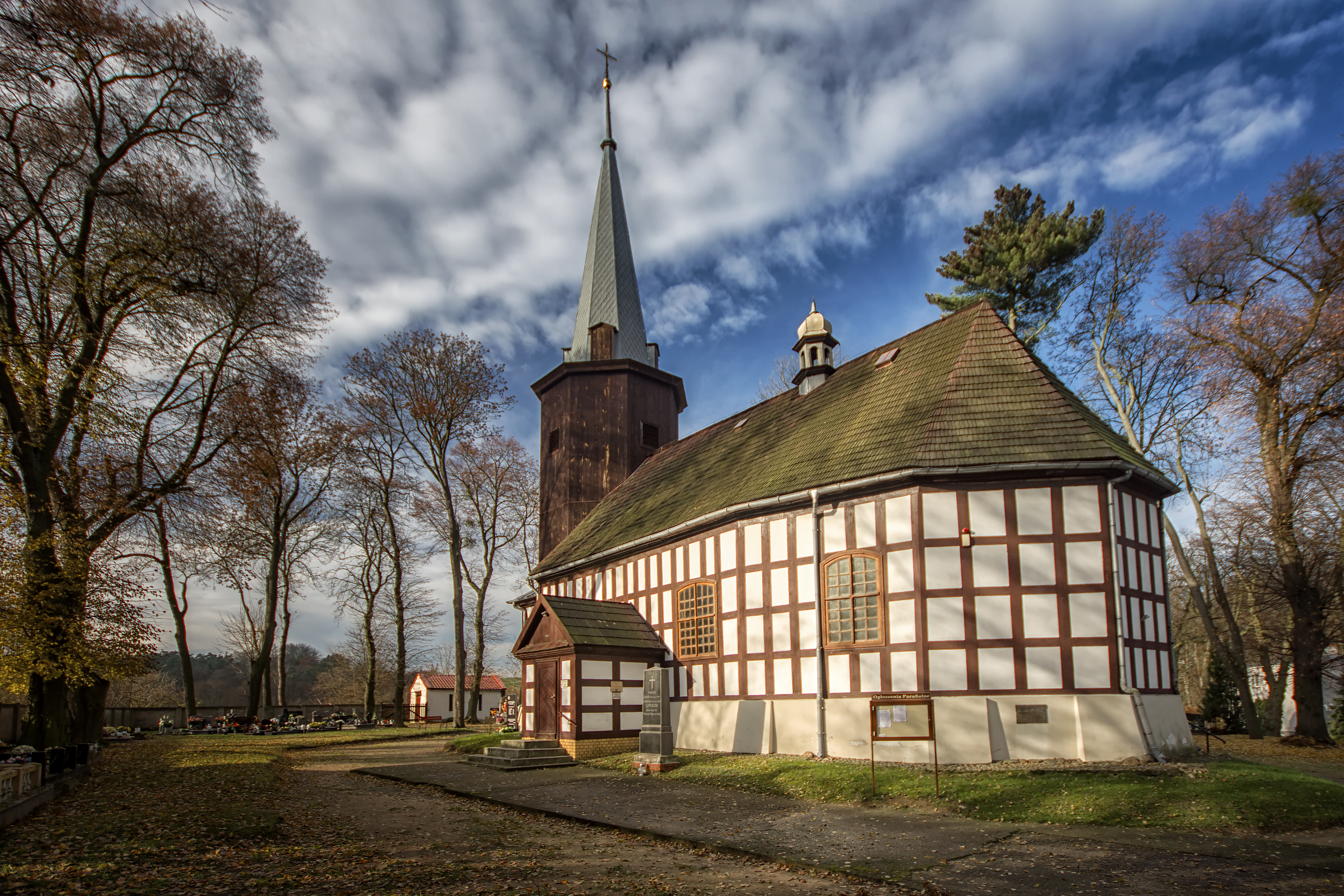
Widok od strony prezbiterium
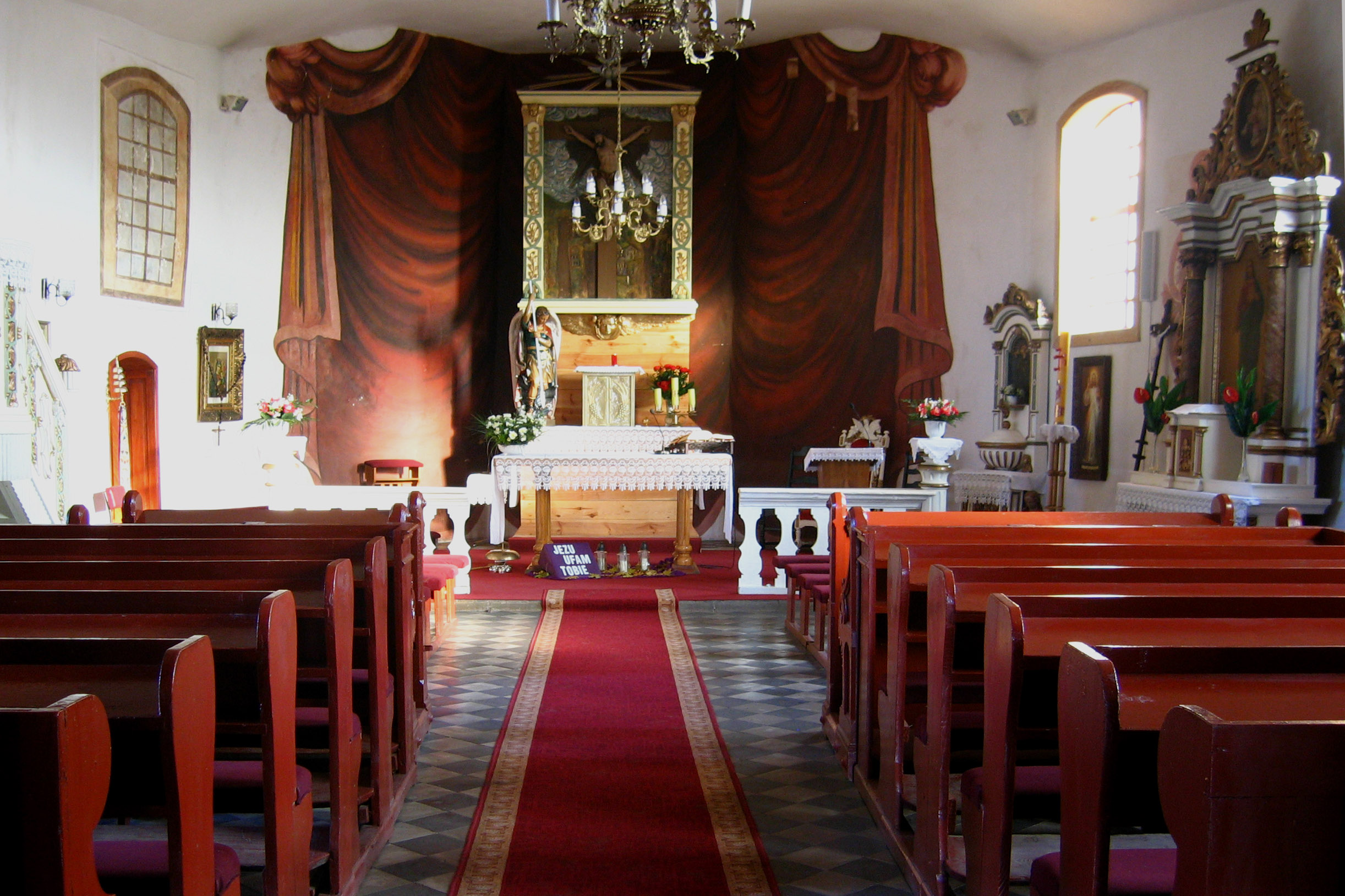
Wnętrze z ołtarzem
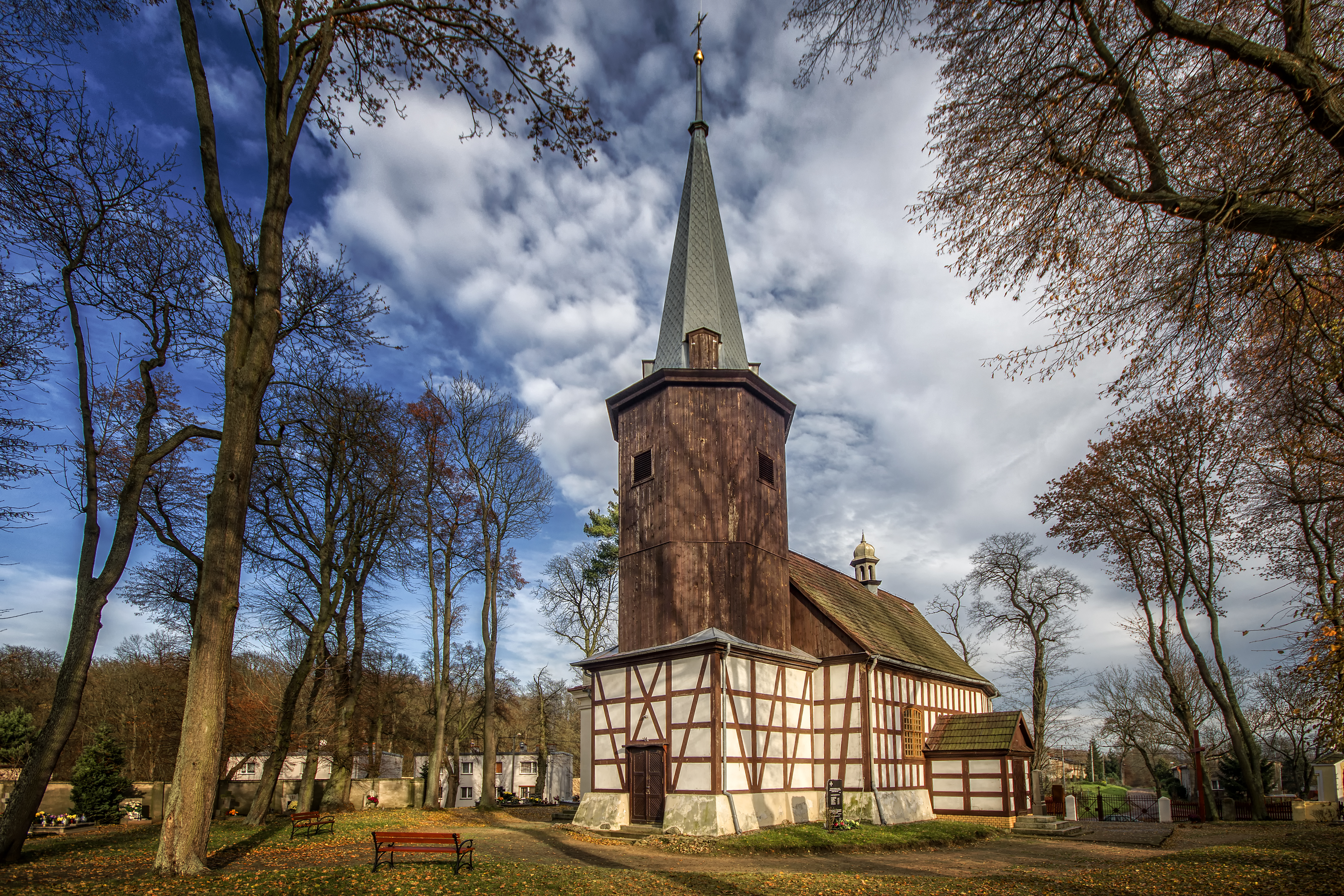
Otoczenie
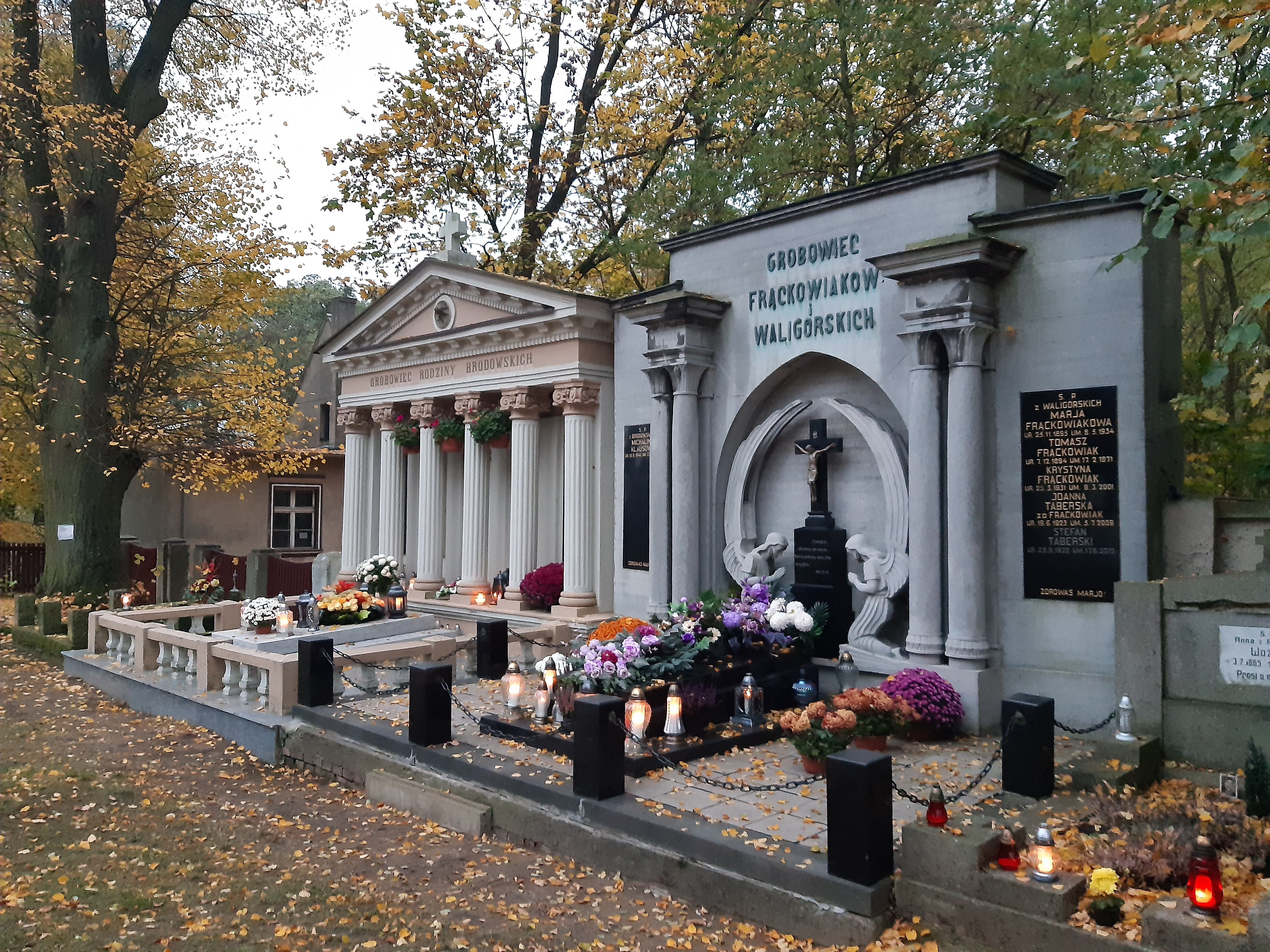
Grobowce autorstwa Mariana Andrzejewskiego